# Іванівка (Козинська сільська громада)

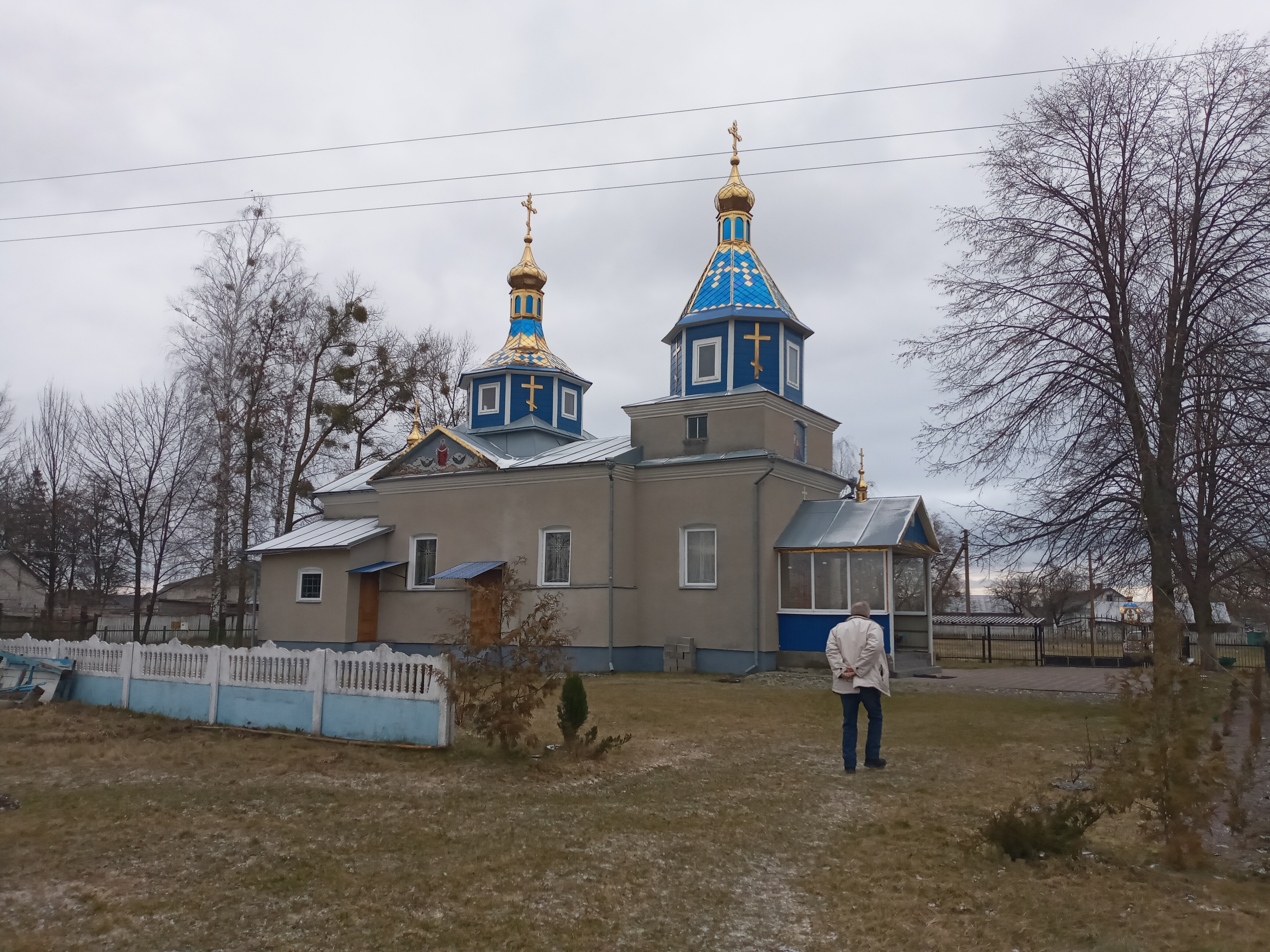
Храм Казанської Ікони Богоматері у с. Іванівка. Світлина зі сторони кладовища зроблена 27 лютого 2023 р

Іва́нівка (до 1940-х років — Янівка або Яновка) — село в Україні, у Козинській сільській громаді Дубенського району Рівненської області. Населення становить 457 осіб.

## Географія
Село розташоване на лівому березі річки Пляшівки.

## Історія
Відоме з кінця XVIII ст. За першою ревізією 1798 р. в селі мешкало 233 душі, з яких - два шляхтичі. Належало каштеляну графу Яну Тарновському.

Храм Казанської ікони Богородиці у с. Іванівка на Радивилівщині. Світлина від 1 червня 2010 р.

У 1906 році село Крупецької волості Дубенського повіту Волинської губернії. Відстань від повітового міста 31 верст, від волості 13. Дворів 78, мешканців 566. Дерев'яна церква Казанської ікони Богородиці, збудована у цей час, була зруйнована наприкінці 1970-х рр. місцевим колгоспом. На початку 1990-х розпочався процес відбудови храму. Нова будівля церкви постала східніше старого церквища. Місце вівтаря давньої церкви позначили пам'ятним хрестом, який обгородили металевою огорожею, взятою із давніших могил.
7 (20) листопада 1917 року, відповідно до Третього Універсалу Української Центральної Ради, увійшло до складу Української Народної Республіки.
Від 2016 у складі Козинської сільської громади
12 червня 2020 року, відповідно до розпорядження Кабінету Міністрів України № 722-р від «Про визначення адміністративних центрів та затвердження територій територіальних громад Рівненської області», увійшло до складу Козинської сільської громади Радивилівського району.
19 липня 2020 року, в результаті адміністративно-територіальної реформи та ліквідації Радивилівського району, село увійшло до складу Дубенського району.

## Відомі люди
В Іванівці народилися:
- «Орлик» - повстанець. Уродженець с. Янівка (тепер Іванівка Дубенського району). Загинув у бою з німцями весною 1943 р.
- Сиротинський Олексій Федорович – 1919 р. н. – повстанець. Уродженець с. Янівка (тепер Іванівка) Дубенського району Рівненської області. Загинув у бою з німцями весною 1943 р.
- Шоломянцев-Терський Олег Саватійович (1917—1987) — лікар, винахідник, викладач університету, кандидат медичних наук, доцент.
- Шеломенцев-Терський Володимир Саватійович (1918—1993) — археолог, доктор історичних наук, професор.